# Rue Trigance
La rue Trigance se trouve dans le 2e arrondissement de Marseille. 

## Situation et accès
Elle va de la rue de l’observance à la rue de Lorette. 

## Origine du nom
Une famille habitant cette rue possédait le fief de Trigance dans le diocèse de Fréjus d’où l’appellation de la rue.

## Bâtiments remarquables et lieux de mémoire
- Au n° 12 : ancien emplacement de la chapelle des pénitents blancs détruite pour la construction d’un parking.